# الینفلد
الینفلد (به آلمانی: Allenfeld) یک شهر در آلمان است که در راینلاند-فالتس واقع شده‌است.

## خصوصیات
الینفلد ۲٫۹۸ کیلومترمربع مساحت دارد ۳۷۵ متر بالاتر از سطح دریا واقع شده‌است.